# Mompha langiella

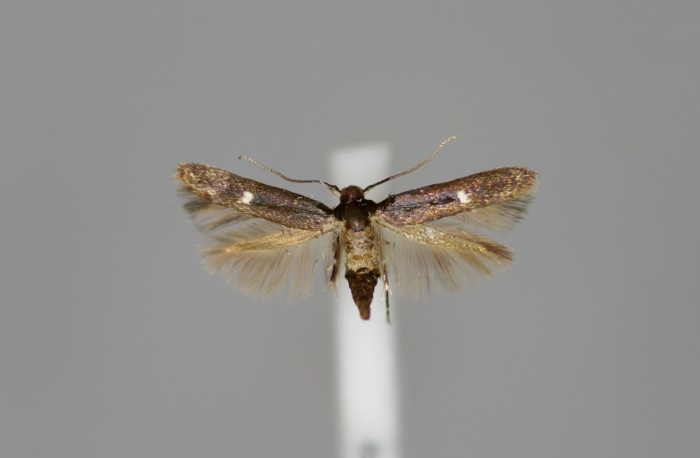
Mompha langiella, Männchen

Mompha langiella ist ein Schmetterling (Nachtfalter) aus der Familie der Fransenmotten (Momphidae).

## Merkmale
Die Falter erreichen eine Flügelspannweite von 9 bis 11 Millimeter. Der Kopf ist dunkelbraun und zeigt einen leichten violetten Glanz. Die Stirn (Frons) ist weiß. Die Fühler sind im ersten Drittel dunkelbraun, im mittleren Drittel grau und dunkelbraun geringelt und im letzten Drittel grau. Der Thorax und die Vorderflügel sind bräunlich schwarz und haben einen violetten Glanz. Ein unregelmäßiger weißer Fleck befindet sich außerhalb der Flügelmitte, manchmal sind auch einige weiße Schuppen bei 1/3 der Vorderflügellänge an der Analfalte vorhanden. Die Costalader ist in der äußeren Flügelhälfte und am Apex spärlich mit weißen Schuppen gesprenkelt. Die Hinterflügel sind graubraun. Das Abdomen ist bräunlich schwarz. Das Afterbüschel ist bei den Männchen grau und bei den Weibchen weiß.
Bei den Männchen ist der Uncus schlank und hat eine abgerundete Spitze. Der Cucullus ist schlank, subapikal am breitesten und hat einen stumpfen Apex. Der Sacculus ist länger als der Cucullus und verjüngt sich zu einer scharfen, leicht gekrümmten Spitze. Der Gnathos ist breit und nur schwach sklerotisiert. Die Anellus-Lappen sind klein und gerundet. Der Aedeagus ist schlank und besitzt einen ziemlich großen Cornutus. Dieser ist an der Basis breit und am Apex schlank und gekrümmt.
Bei den Weibchen ist das Ostium sehr breit und becherförmig. Das hintere Drittel des Ductus bursae ist breit, schwach sklerotisiert und mit zwei kurzen stark sklerotisierten Rändern versehen. Der vordere Teil verjüngt sich und ist mit großen Skleriten versehen. Der Ductus seminalis beginnt bei etwa 1/3 der Länge des Ductus bursae. Das Corpus bursae ist oval und verjüngt sich nach hinten leicht. Er besitzt zwei große sichelförmige Signa.

## Verbreitung
Mompha langiella ist in Europa mit Ausnahme des Mittelmeerraums weit verbreitet. Die Art kommt auch im Kaukasus vor.

## Biologie
Die Raupen entwickeln sich an Großem Hexenkraut (Circaea lutetiana), Alpen-Hexenkraut (Circaea alpina), Zottigem Weidenröschen (Epilobium hirsutum) und gelegentlich auch an Berg-Weidenröschen (Epilobium montanum), Kleinblütigem Weidenröschen (Epilobium parviflorum) und Schmalblättrigem Weidenröschen (Chamaenerion angustifolium). Im Juni und Juli minieren die Raupen in den Blättern, selten auch in den Samenkapseln. Die grünlich weiße Mine beginnt als gewundener Fraßgang, in dessen Mitte sich eine unregelmäßige oder unterbrochene schwarze Linie aus Raupenkot befindet. Später legen die Raupen in der Nähe oder auf einem anderen Blatt eine weitere Mine an. Die zweite Mine wird sehr bald zu einer Platzmine oder mehreren, miteinander verbundenen Platzminen. Der Raupenkot hat zu Beginn die Form einer breiten, unregelmäßigen Linie, später sind die Kotkrümel in der Platzmine verteilt sichtbar. Die Raupen sind zum Teil auf den Pflanzen recht zahlreich, sodass die Blätter häufig vollständig von Minen bedeckt sind. Die Raupen verpuppen sich in einem an ein Blatt angehefteten weißlichen Kokon oder in der Streuschicht am Boden. Es wird eine Generation im Jahr gebildet. Die Falter fliegen ab August, überwintern und können im folgenden Jahr bis April beobachtet werden.

## Systematik
Aus der Literatur sind folgende Synonyme bekannt:
- Tinea langiella Hübner, 1796
- Alucita epilobiella Römer, 1794
- Adela unipunctella Duponchel, in Godart, [1839]
- Elachista niveipunctella Stainton, 1849
- Mompha fulicella Herrich-Schäffer, [1854]